# Midrash Rabba
Le Midrash Rabba (hébreu : מדרש רבה Midrash Rabbah, « grand Midrash » ou peut-être « Midrash d[’Ochiya] Rabba ») désigne un ensemble de dix recueils de midrashim aggadiques sur les cinq Livres de la Torah et les cinq Rouleaux :
- Genèse Rabba (Bereshit Rabba)
- Exode Rabba (en)
- Lévitique Rabba (en)
- Nombres Rabba (en)
- Deutéronome Rabba (en)
- Cantique Rabba (en)
- Ruth Rabba (en)
- Esther Rabba
- Lamentations Rabba
- Ecclésiaste Rabba

## Historique
Le terme Rabba est appliqué pour la première fois à un Midrash sur Bereshit rédigé vers le milieu du Ve siècle, afin de le distinguer d'autres recueils. Il est ensuite appliqué aux Midrashim d'autres Livres du Pentateuque dont Vayikra Rabba, plus ou moins contemporain de Bereshit Rabba, et d'autres plus récents  avec lesquels Bereshit Rabba est souvent copié. La collection est ensuite appelée Midrash Rabbot bien qu'elle ne présente aucune unité dans son style ou sa composition. Les Midrashim les plus souvent utilisés lors des offices, à savoir ceux qui élaborent sur les cinq Rouleaux sont inclus ultérieurement à la compilation. 
C'est ainsi que l'édition Venise de 1545, la première dans laquelle les Midrashim sur le Pentateuque et les cinq Rouleaux sont imprimés ensemble, porte en intitulé pour la première partie Midrash Rabbot 'al Hamisha Houmshei Torah (Midrash Rabbot sur les Cinq Livres de la Torah) et, pour la seconde partie, Midrash Hamesh Meguillot Rabbeta. Ces titres étaient, dans l’editio princeps Constantinople de 1512, Be-shem El at'hil Bereshit Rabba (Au nom de Dieu, j'entame Bereshit Rabba), et dans l'édition Pesaro de 1519 Midrash Hamesh Meguillot. Ils deviendront cependant dans l'édition Vilna Midrash Rabbah aux cinq Livres et aux cinq Rouleaux, qui leur confère une apparence d'unité.

## Source
- Cet article contient des extraits de l'article « Homiletic midrashim » par Isidore Singer & J. Theodor de la Jewish Encyclopedia de 1901–1906 dont le contenu se trouve dans le domaine public.